# NGC 1146
NGC 1146 je otvoreni skup u zviježđu Perzeju.

## Vanjske poveznice
- SEDS: NGC 1146